# Jūrmala
Jūrmala (tiếng Latvia: tiếng Latvia: [ˈjuːrmala] ⓘ; "bờ biển"; tiếng Đức: Riga-Strand; tiếng Nga: Юрмала) là một thành phố ở Latvia, khoảng 25 km về phía tây của Riga. Jūrmala là một thành phố nghỉ mát trải dài 32 km (20 dặm) và kẹp giữa vịnh Riga và sông Lielupe. Nó có một đoạn km 33 của bãi biển cát trắng, và dân số của 57.371 người(2016), làm cho nó thành phố lớn thứ năm ở Latvia.
Trong thời kỳ Latvia là một phần của Liên Xô, Jūrmala một địa điểm khu nghỉ mát và điểm đến du lịch cho các quan chức cấp cao Đảng Cộng sản, đặc biệt là Leonid Brezhnev và Nikita Khrushchev. Mặc dù nhiều tiện nghi như bãi biển, nhà ở và khách sạn cụ thể vẫn còn ở đây, một số công trình đã bị hư hỏng. Jūrmala vẫn còn là một điểm thu hút khách du lịch với những bãi biển dài, giáp vịnh Riga và nhà gỗ lãng mạn theo phong cách Art Nouveau.
Imants Ziedonis, một trong những nhà thơ quan trọng nhất của Latvia và nhà dân gian học của thời kỳ Xô viết và hậu Xô Viết, sinh ra trong huyện Jūrmala.
Du khách có thể đến Jūrmala từ Riga bằng đường sắt ngoại ô (30 phút) hoặc dọc theo đường cao tốc bằng xe hơi (20 phút). Từ năm 2008 Jūrmala và Riga sân bay được kết nối với một dịch vụ xe buýt.
Trong các ấn phẩm có niên đại từ thời Liên Xô cũ, tên thành phố đôi khi được viết bằng tiếng Anh như Yurmala, một trở lại phiên âm từ tiếng Nga.